# República de China en los Juegos Olímpicos de Los Ángeles 1932
La República de China estuvo representada en los Juegos Olímpicos de Los Ángeles 1932 por un deportista masculino que compitió en atletismo.
El portador de la bandera en la ceremonia de apertura fue el atleta Liu Changchun. El equipo olímpico no obtuvo ninguna medalla en estos Juegos.